# ليندا كارتر
ليندا كارتر (بالإنجليزية: Lynda Carter)‏ هي متسابقة ملكة الجمال ومغنية وممثلة أمريكية، ولدت في 24 يوليو 1951 بفينيكس في الولايات المتحدة. بدأت مشوارها المهني سنة 1968.

## أعمال

### أفلام
- (2001) سوبر تروبرس[6]
- (2005) ذا دوكس اوف هازرد[7]
- (2005) سكاي هاي
- (2018) سوبر تروبرس 2
- (2020) المرأة المعجزة 1984

### مسلسلات
- رجلان ونصف

## وصلات خارجية
- ليندا كارتر على موقع IMDb (الإنجليزية)
- ليندا كارتر على موقع روتن توميتوز (الإنجليزية)
- ليندا كارتر على موقع ألو سيني (الفرنسية)
- ليندا كارتر على موقع ميوزك برينز (الإنجليزية)
- ليندا كارتر على موقع أول موفي (الإنجليزية)
- ليندا كارتر على موقع قاعدة بيانات الأفلام السويدية (السويدية)
- ليندا كارتر على موقع إن إن دي بي (الإنجليزية)
- ليندا كارتر على موقع أول ميوزيك (الإنجليزية)
- ليندا كارتر على موقع ديسكوغز (الإنجليزية)
- ليندا كارتر على موقع قاعدة بيانات الفيلم (الإنجليزية)